# Trumsitze
Trumsitze, auch Trumsitz oder Tromsitz war ein Dorf in der Region Magdeburg.
Der Ort wurde in einem Stiftungsbrief Ottos I. vom 21. September 937 als Geschenk des Königs an das Mauritiuskloster erwähnt. Die genaue Lage des im Mittelalter zur Wüstung gewordenen Dorfes ist unbekannt. Es wird vermutet, dass Trumsitze in der Nähe von Fermersleben, heute ein Stadtteil von Magdeburg, lag.
Nach einer weiteren Urkunde aus der gleichen Zeit lebten im Dorf auch zwanzig Slawen.